# Rio Liao
O rio Liao (遼河) é um rio na República Popular da China que se estende por 1.345 km e deságua no Mar de Bohai. É o principal rio que percorre a região sul da Manchúria, embora tenha um fluxo bastante reduzido, eis que seu caudal é apenas um vigésimo do Rio das Pérolas.
A província de Liaoning e Península de Liaodong foram nomeadas em homenagem a este rio.

Assim como o Huang He, o Liao é caracterizado por uma grande quantidade de sedimentos, uma vez que flui por muitas áreas com solo loess  empoeirado ao longo de sua trajetória.